# Усть-кутский автобус
Усть-Ку́тский авто́бус — система пассажирского автобусного сообщения в городе Усть-Куте и Усть-Кутском районе Иркутской области.

## История автобусного сообщения
В 1955 году впервые начали осуществляться пассажирские перевозки по Усть-Куту. 50-местный автобус выполнял рейс «Усть-Кут — Осетрово», которому позже был присвоен № 1. Перевозки по этому маршруту, продлённому до Восточного грузового района, осуществляются до нынешнего времени (по состоянию на 2009 год).
17 декабря 1958 года в составе Иркутского облавтотранса было образовано Усть-Кутское автотранспортное предприятие, в распоряжении которого находилось два автобуса марки ЗИС-155 и ПАЗ-651. В 1959 году перевозки по первому маршруту выполнялись тремя 20-местными автобусами. В том же году их количество увеличилось до десяти.
В 1964 году начали осуществляться перевозки по пригородному маршруту «Усть-Кут — Каймоново».
В 1965 году открылся городской маршрут «Судоверфь — Нефтебаза».
В 1988 году на городские линии выходило более 70 автобусов. Усть-Кутское АТП осуществляло перевозки не только в Усть-Куте, но и в расположенных по соседству городе Железногорске-Илимском и в Казанчинско-Ленском районе.
В 1989 году открыт пригородный маршрут «Усть-Кут — Казарки»
С 1990-х годов городские пассажирские перевозки также осуществляются частными предприятиями.
С 2000-х годов рынок пассажирских перевозок в городе испытывает проблемы. Прекращены перевозки автобусами большой вместимости, отменены муниципальные маршруты. Парк перевозчиков представляли только маршрутными такси малой и средней вместимости марок ГАЗель, ПАЗ и китайских производителей. Регулярно происходят невыходы автобусов на рейсы, нарушение расписаний, а также крупные конфликты между частными и муниципальными перевозчиками, городскими властями.
В это же время впервые после почти 10-летнего перерыва стали появляться новые маршруты (№ 7—12).
В 2008 году возобновились муниципальные перевозки. Городом было приобретено четыре автобуса, которые стали обслуживать «проблемные» направления.
В 2010 году муниципальный автопарк пополнился ещё тремя автобусами средней вместимости марки ПАЗ.

## Инфраструктура
Большинство остановок общественного транспорта в городе оборудованы требуемыми уширениями проезжей части и остановочными павильонами.
Автовокзала как такового в Усть-Куте нет. Междугородные, а также большая часть пригородых и городских автобусов отправляются с площади перед железнодорожным вокзалом станции Лена без объявления о посадке и отправлении.
Среди частных перевозчиков единственный специализированный автобусный парк имеется у ООО «АТП — маршрутное такси».
Муниципальный парк представлен тремя автобусами марки ПАЗ-32054 (40 мест) и одним автобусом на 60 мест китайского производства. Автоколонна размещается на базе МП «Транс-сервис», где действует диспетчерский пункт.

## Городские маршруты
В общей сложности в Усть-Куте разработаны 12 маршрутов. На начало 2010 года регулярно действовали 7 маршрутов — № 1, 4, 5, 6, 7, 9, 10. Самый протяжённый маршрут — № 9 (25 км в одну сторону; оборот — 50 км). Самый короткий — № 5 (4,5 км в одну сторону; оборот — 9 км).
Обслуживаются городские автобусные маршруты муниципальными автобусами и ассоциациями частных перевозчиков.
Предельная цена перевозки пассажиров и багажа, вне зависимости от дальности поездки, составляет 16 рублей (на 2009 год). Автобусы (маршрутные такси) работают без кондукторов, оплата производится водителю.

Схема автобусных маршрутов

| Номер | Конечные остановки                                       | Оборотная протяжённость, км | Год открытия | Перевозчик               | Примечание |
| 1     | Советская — Восточный порт                               | 26                          | 1955         | Ассоциация «Маршрут № 1» | Первоначально из Усть-Кута в Осетрово (район нынешней остановки «ст. Лена»); позже продлён до Восточного грузового района.                                                |
| 2     | Ст. Лена — СМП-158                                       | 28                          |              |                          | Не работает с 2005 года в связи с открытием маршрута № 10. |
| 3     | Ст. Лена — ул. Заречная (Нефтебаза)                      | 24                          | 1965         |                          | Первоначально от судоверфи до нефтебазы. Отменён в 2006 году. |
| 4     | Ст. Лена — (Российская) — Больничный комплекс — ст. Лена | 14,5                        |              | Ассоциация «Маршрут № 4» | Часть рейсов в прямом направлении выполняется без заезда на остановки «Речники», «ул. Дзержинского», «ул. Российская».                                                    |
| 5     | Ст. Лена — Новая РЭБ                                     | 9                           | 1994         |                          | Первоначально выполнялся с заедом на остановку «Российская» в прямом направлении (аналогично маршруту № 4), позже маршрут упразднён и вновь восстановлен в начале 2000-х. |
| 6     | Ст. Лена — Мостоотряд                                    | 36                          |              |                          | До 1995 года под номером 102. Номер 6 получен после присоединения к Усть-Куту посёлка Якурима.                                                                            |
| 7     | Курорт — Восточный порт                                  | 32                          | 2004         |                          | |
| 8     | ул. Заречная (Нефтебаза) — Больничный комплекс           | 23,5                        | 2006         |                          | Не работает с 2006 года |
| 9     | ул. Советская — Мостоотряд                               | 50                          | 2006         |                          | |
| 10    | СМП-158 — Восточный порт                                 | 38,8                        | 2006         | Ассоциация «Маршрут № 1» | Рейс выполняет каждая 4-я машина маршрута № 1. |
| 11    | ст. Лена — мкр-н Железнодорожник-2 («Карабах»)           | 12                          | 2006         |                          | |
| 12    | СМП-158 — Больничный комплекс                            | 38,8                        | 2008         |                          | Был введён, но практически не действовал. Отменён в 2008 году. |
| 13    | Восточный порт — Закута                                  |                             | 2013         |                          | |

## Конфликты
С начала 2000-х годов проблемы на рынке пассажирских перевозок в Усть-Куте приводят к регулярным конфликтам, вспыхивающим между частными и муниципальными перевозчиками, городской администрацией. В результате этого город неоднократно полностью оставался без транспортного сообщения, что приводило к введению режима чрезвычайной ситуации.

### Конфликт 2005 года
В марте 2005 года руководство АТП, выполнявшее перевозки автобусах большой вместимости, подняло цену за одну поездку с 7 до 8 рублей. Вслед за этим водители маршрутных такси самовольно увеличили тарифы до 10 рублей. Проведённые поверки признали необоснованность такого шага, на частных перевозчиков были наложены штрафы и выписаны предписания по снижению тарифов.
9 марта первыми объявили забастовку перевозчики маршрута № 1 — одного из основных в городе.
10 марта перевозчики прекратили рейсы по маршрутам № 4, № 5 и № 6 — последний является самым «проблемным» и загруженным в Усть-Куте. К середине дня бастующие водители вынудили прекратить движение автобусов по последнему оставшемуся маршруту № 2 до микрорайона Кирзавода
Водители маршрутных такси не только сами прекратили работу, но и всячески мешали движению автобусов большой вместимости, принадлежащих АТП. Движение общественного транспорта в городе было полностью парализовано. Городская администрация провела две встречи — с руководителями АТП и водителями маршрутных такси. Последним было предложено подготовить документы на обоснование новых тарифов, однако переговоры не принесли результата.
В тот же день, 10 марта, в городе был введён режим чрезвычайной ситуации. Решением специально созданной комиссии на обслуживание городских маршрутов был направлен весь ведомственный пассажирский транспорт муниципальных предприятий (12 автобусов), мэрия Усть-Кута также попроила о помощи частные организации. Это смогло отчасти разрешить ситуацию.
11 марта маршрутные такси начали выходить на линии, несмотря на то, что требования перевозчиков не были удовлетворены. Вечером 11 марта режим чрезвычайной ситуации был снят.

### Конфликт 2008 года
5 июня 2008 года отказались выполнять рейсы частные перевозчики маршрута № 1, недовольные тем, что слишком долго решается вопрос о повышении стоимости проезда в маршрутных такси. О забастовке не были предупреждены ни городская администрация, ни пассажиры. В результате движение на одном из основных маршрутов с утра было полностью парализовано. Городские власти попытались нормализовать ситуацию, перебросив сюда муниципальные автобусы с маршрута № 6. Однако этого оказалось недостаточно. Появились сообщения, что если ситуация не начнет выправляться, в городе будет введён режим чрезвычайной ситуации.